# Gentleman (músico)

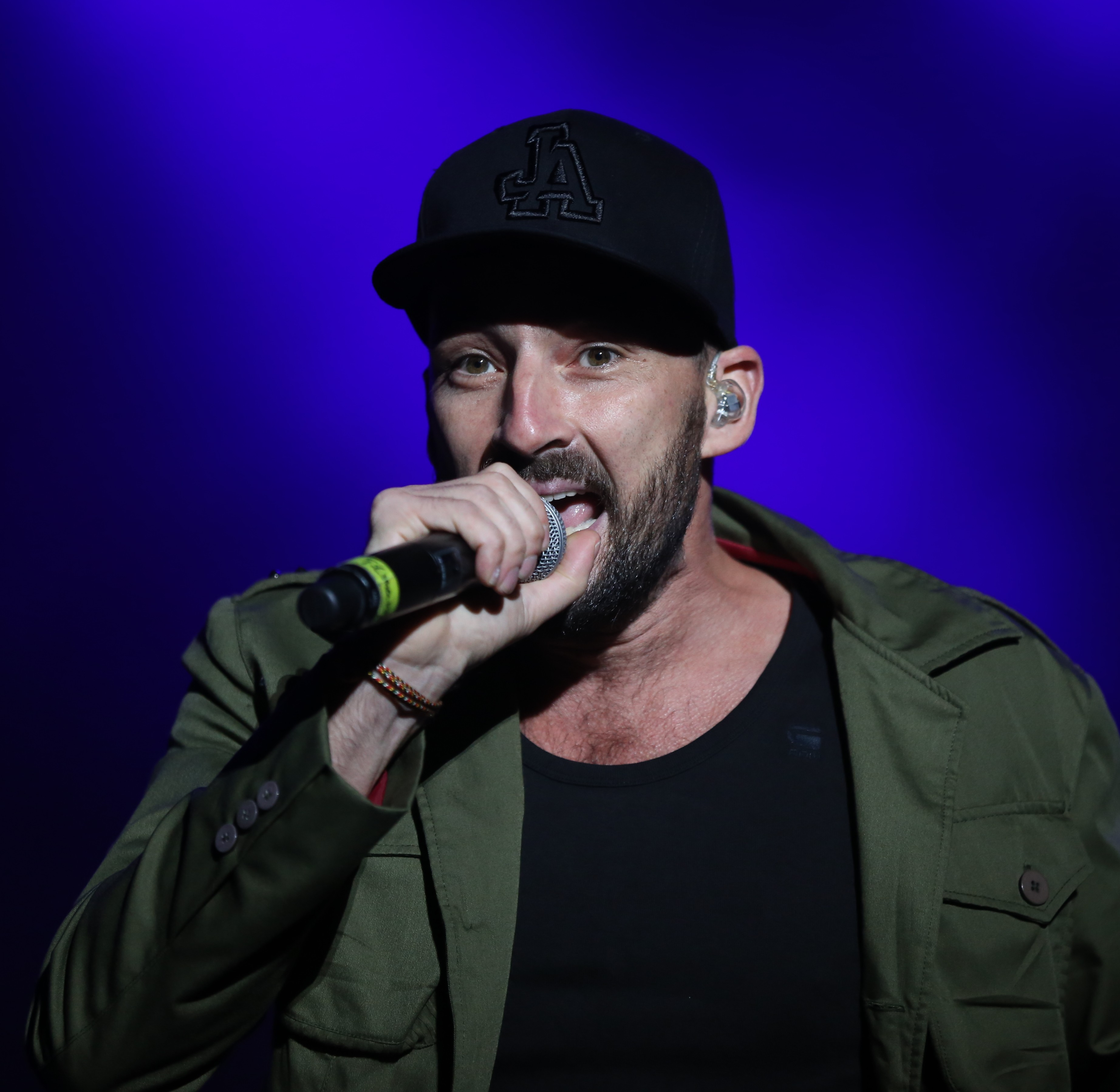
Tilmann Otto Gentleman en 2013.

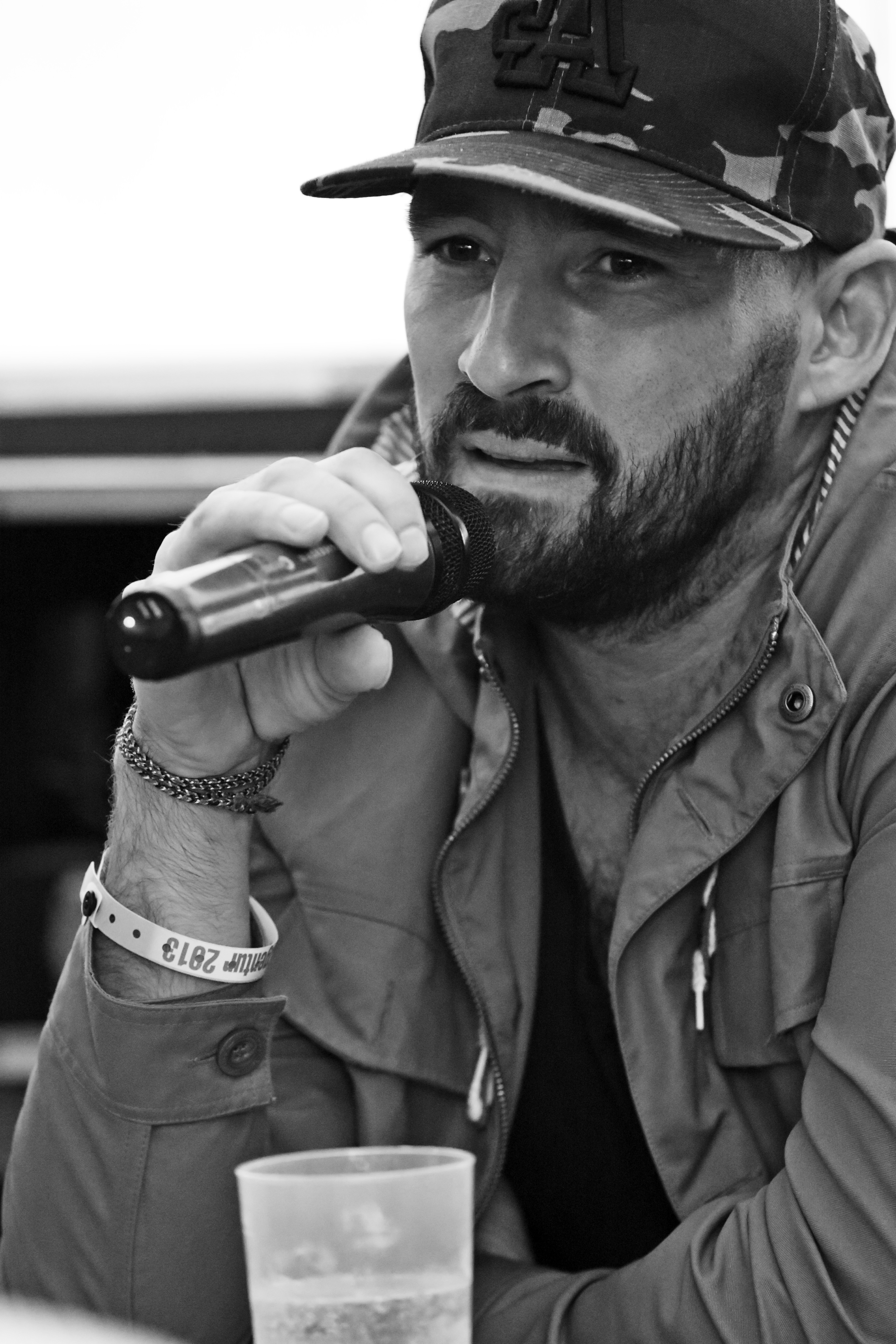
Gentleman (2013)

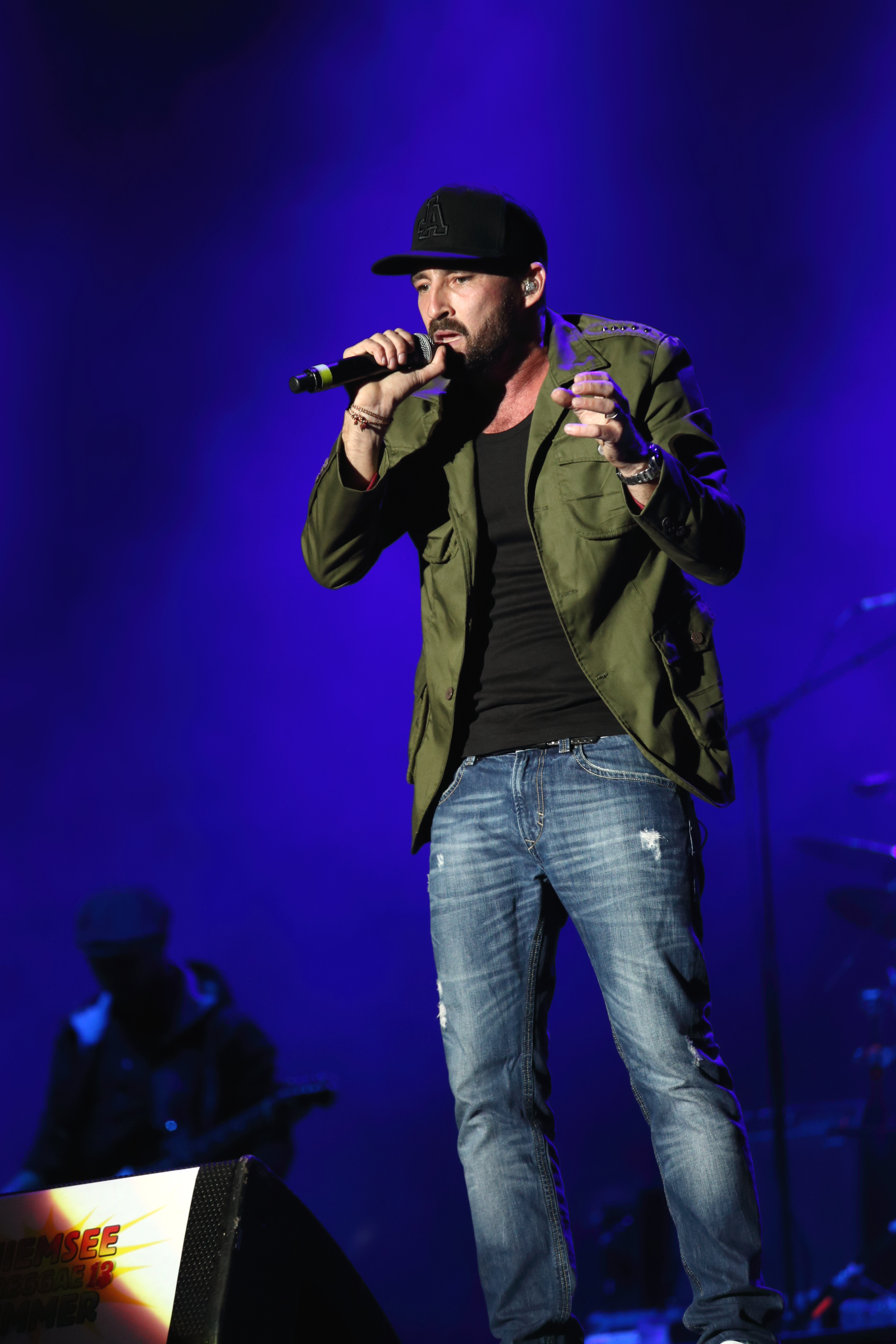
Gentleman (2013)

Tilmann Otto (Osnabrück, Alemania; 19 de abril de 1975), más conocido por su nombre artístico Gentleman, es un músico de reggae.

## Biografía
Gentleman reside en Colonia, pero algunas veces describe a Jamaica como su hogar fuera de casa. Es el hijo de un pastor luterano. Tiene dos hijos, Samuel y Tamica, y su pareja actual se llama Tamika, una corista de la banda The Far East Band, la cual ha estado apoyándolo desde su primera gira de conciertos en Alemania en 2002.

## Discografía
- Trodin on (1999)
- Journey to Jah (2002)
- Confidence (2006)
- Diferent places (2007)
- Another intensity (2007)
- Diversity (2010)
- New day dawn (2013)
- Mtv Unplugged (2014)
- Conversations (2016)

## Colaboraciones
- Freundeskreis "Tabula rasa" (con Mellowbag) (1998).
- Freundeskreis "Tabula rasa Pt II (con FK Allstars)" (1999, Esperanto).
- Freundeskreis "You can´t run away (con Udo Lindenberg)" (1999).
- UB40 "Rudie (con Don Abi)" (2003).
- Curse "Widerstand" (Innere Sicherheit, 2003).
- Prezident Brown "Priority jam" (Next generation, 2003).
- Afu-Ra "Why cry" (State of the arts, 2005).
- Mustafa Sandal "Isyankar" (Isyankar, 2005).
- Brothers Keepers "Will we ever know" (Am I My Brother's Keeper?, 2005).
- Nosliw "Liebe" (Mehr davon, 2007).
- Azad Zeit zu verstehen (This Can't Be Everything) (Blockschrift, 2007).
- Queen Omega "Revolution" (Revolution, 2008).
- Ziggi "A better way" (In transit, 2008).
- Stefanie Heinzmann "Roots to grow" (Roots to grow, 2009).
- Soldiers of Jah Army "I tried (con Tamika)" (Born in Babylon, 2009).
- Jahcoustix "Crossroads" (Crossroads, 2010).